# HD 198732
HD 198732，又名CD-2416328，SAO 189801、HR 7989，是一颗恒星，视星等为6.33，位于銀經22.33，銀緯-36.58，其B1900.0坐标为赤經20h 47m 9.3s，赤緯-24° -36.58′ 28″。